# Flugunfall der Pakistan International Airlines in Karatschi 1959
Der Flugunfall der Pakistan International Airlines in Karatschi 1959 ereignete sich am 14. August 1959. An diesem Tag verunglückte eine Vickers 815 Viscount der Pakistan International Airlines bei einem Trainingsflug am Flughafen Karatschi. Bei dem Unfall starben zwei der drei Insassen der Maschine.

## Flugzeug
Die betroffene Maschine war eine Vickers 815 Viscount mit der Werknummer 337, deren Erstflug am 15. Februar 1959 in Hurn, Bournemouth, Dorset, Großbritannien erfolgt war. Am 17. März 1959 wurde die Maschine an die Pakistan International Airlines ausgeliefert, bei der sie das Luftfahrzeugkennzeichen AP-AJE und den Taufnamen City of Dacca erhielt.  Das viermotorige Mittelstreckenflugzeug war mit vier Turboproptriebwerken des Typs Rolls-Royce Dart 525 ausgestattet.

## Passagiere und Besatzung
An Bord der Maschine befand sich lediglich eine dreiköpfige Besatzung, bestehend aus einem Prüfkapitän und zwei zu prüfenden Piloten.

## Unfallhergang
Die Maschine startete um 19:30 Uhr Ortszeit vom Flughafen Karatschi zu einem Trainingsflug. Um 21:39 Uhr kehrte die Maschine zurück, um 21:48 Uhr hob sie für einen weiteren Trainingsflug ab. Um 22:07 Uhr erhielt die Besatzung eine Landefreigabe. Da die Maschine, mit der ein ILS-Anflug durchgeführt werden sollte, sich in einem instabilen Anflug befand, wurde das Durchstarten eingeleitet. Beim zweiten Anflug konnte beobachtet werden, wie die Maschine die Landebahn in geringer Höhe überflog, wobei die Triebwerke Nr. 3 und 4 außer Betrieb waren. Nach Überfliegen des Landebahnendes gierte die Maschine um 90 Grad nach Steuerbord, woraufhin die rechte Tragfläche um 22:14 Uhr Ortszeit eine Schutzmauer streifte. Die Maschine stürzte daraufhin zu Boden und ging in Flammen auf. Zwei der drei Besatzungsmitglieder kamen ums Leben.

## Ursache
Die Unfallermittlung ergab, dass sich der Unfall ereignet hatte, weil ein zu prüfender Pilot ein riskantes Manöver flog, ohne die Mindestvoraussetzungen für dieses Manöver zu beachten. Es wurde versucht, die Landebahn in sehr niedriger Höhe mit zwei heruntergefahrenen Triebwerken und mit einer Geschwindigkeit zu überfliegen, die unter der vorgeschriebenen Mindestgeschwindigkeit lag. Dies führte zu einem abrupten Gieren und Sinken, aus dem die Maschine sich mangels Sicherheitsreserven nicht mehr unter Kontrolle bringen ließ. Der Prüfkapitän sei mit den Mindestanforderungen für das geflogene Manöver vertraut gewesen, habe aber offenbar seine Leistungsfähigkeit überschätzt.